# ستيدا (مافيا)

مافيا ستيدا (وتعني «النجم» في الصقلية) هي حركة إجرامية تتمركز في الجزء الأوسط الجنوبي من صقلية في إيطاليا، وتعتبر الأكثر نشاطًا في المناطق الريفية من جنوب صقلية، يسمى أعضاءها باسم ستيداري أو ستيدارولي، ويميز بعضهم بوشوم النجم على أجسامهم. تعد الحركة منافساً جزئيا لـلمافيا الصقلية الشهيرة كوزا نوسترا.
يعتقد أن أصول المنظمة قد أحدثت بطريقة مشابهة للمافيا الريفية في صقلية. لكن على خلاف المافيا، كانت ستيدا في معظمها حركة ريفية سرية إلى غاية الثمانينيات، عندما أصبحت أكثر توسعاً نوعًا ما بادئة في الانتقال نحو المدن، مما جعل المجموعتين الصقليتين تتنافسان مع بعضهما البعض.
وتختلف هذه الحركة عن المافيا حيث لا يقوم ميثاقها على نظام الشرف بل يهتم فقط بالأنشطة الإجرامية والأرباح الناتجة